# Kolathupalayam
Kolathupalayam è una suddivisione dell'India, classificata come town panchayat, di 17.321 abitanti, situata nel distretto di Tirupur, nello stato federato del Tamil Nadu. In base al numero di abitanti la città rientra nella classe IV (da 10.000 a 19.999 persone).

## Geografia fisica
La città è situata a 10° 46' 18 N e 77° 35' 23 E.

## Società

### Evoluzione demografica
Al censimento del 2001 la popolazione di Kolathupalayam assommava a 17.321 persone, delle quali 8.637 maschi e 8.684 femmine. I bambini di età inferiore o uguale ai sei anni assommavano a 1.408, dei quali 737 maschi e 671 femmine. Infine, coloro che erano in grado di saper almeno leggere e scrivere erano 10.292, dei quali 6.012 maschi e 4.280 femmine.